# Gran Premi Betonexpressz 2000
El Gran Premi Betonexpressz 2000 era una competició ciclista d'un sol dia que es disputava a la província de Jász-Nagykun-Szolnok, a Hongria. Creada el 2007, va durar fins al 2011, i va formar part del calendari de l'UCI Europa Tour.

## Palmarès
| Any  | Vencedor          | Segon             | Tercer            |
| ---- | ----------------- | ----------------- | ----------------- |
| 2007 | Žolt Der          | Lukas Goč         | Mladen Mirkovic   |
| 2008 | Péter Kusztor     | Gabor Kasa        | Ivan Stević       |
| 2009 | Gergely Ivanics   | Werner Faltheiner | Tamás Lengyel     |
| 2010 | Hrvoje Miholjević | Gergely Ivanics   | Andrej Omulec     |
| 2011 | Martin Schöffmann | Patrik Tybor      | Krisztian Lovassy |